# Jacopo Belgrado
Jacopo Belgrado né le 16 novembre 1704 à Udine (Italie) et décédé le 26 mars 1789 dans la même ville, est un prêtre jésuite italien et scientifique. 

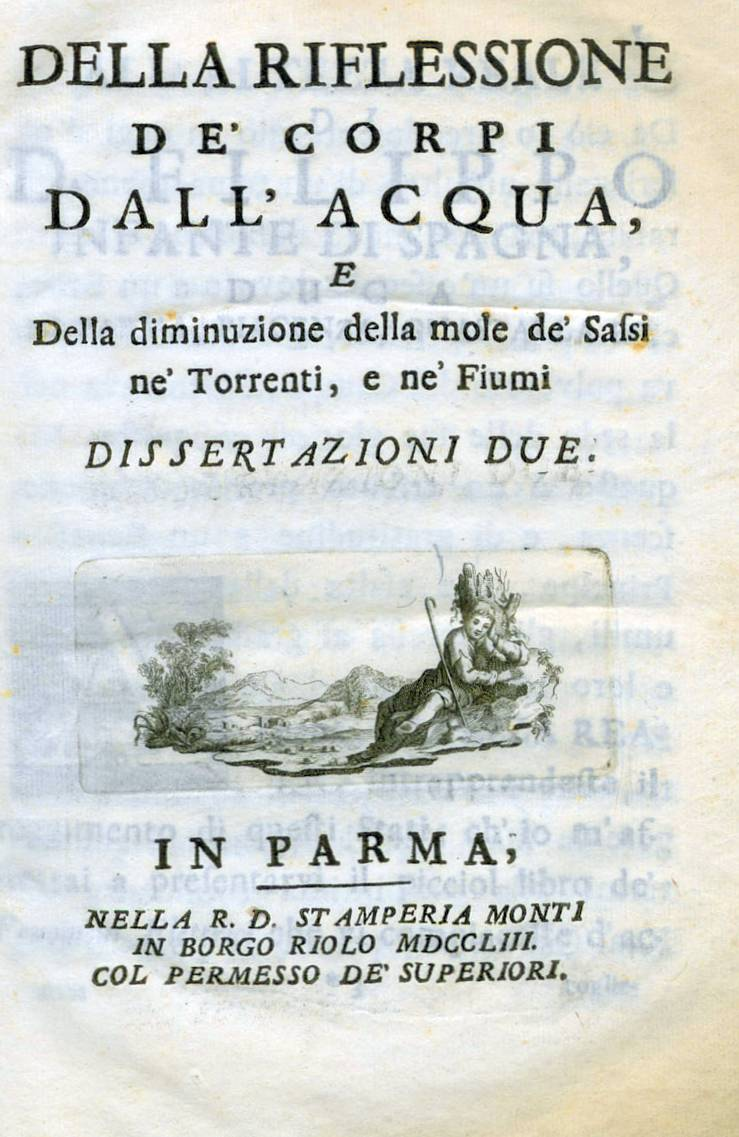
Della riflessione de' corpi dall'acqua (1753)

## Biographie
Jacopo Belgrado naquit à Udine, le 16 décembre 1704. Il fit ses humanités à l’Université de Padoue, entra, en 1725, dans la Compagnie de Jésus, et fit ses études de philosophie et son cours de mathématiques à Bologne. Il y eut pour maître Luigi Marchenti, qui avait puisé sa méthode dans les leçons de Varignon, avec qui il avait été intimement lié pendant plusieurs années à Paris. De là, Belgrado fut envoyé comme professeur de belles-lettres à Venise. Il y acquit l’amitié de plusieurs savants et gens de lettres, et entre autres de l’abbé Conti et d’Apostolo Zeno. 
De Venise, il passa à Parme, et professa dans cette université les mathématiques et la physique. Il y fit ses vœux en 1742, devint confesseur de la duchesse, après du duc lui-même, et fut nommé mathématicien de cette cour. En 1757, il fit disposer en observatoire astronomique l’une des deux tours du collège de Parme, et le fournit, à ses frais, des instruments les plus nécessaires. Dans un voyage qu’il fit en France, avec la duchesse de Parme, lorsqu’elle y vint voir Louis XV son père, il se lia avec les savants les plus distingués, qui le connaissaient déjà par ses ouvrages, et, de retour à Parme, il fut nommé, en 1762, associé correspondant de l’Académie des sciences ; il était membre de l’Institut de Bologne, de la plupart des académies savantes d’Italie, et fut un des fondateurs de la colonie Arcadienne de Parme, sous le nom de Damageto Crispeo. 
La suppression de la Compagnie de Jésus lui fit perdre ses emplois à la cour ; il crut pouvoir s’en consoler en se livrant tout entier à ses études, qui auparavant étaient souvent interrompues par ses devoirs ; mais obligé de quitter Parme, et ensuite Bologne, où il s’était retiré, il ne trouva de repos qu’à Modène, pendant quelque temps, et enfin à Udine sa ville natale, auprès de sa famille. Il y reprit ses travaux, qu’il n’avait même jamais entièrement abandonnés pendant toutes ces agitations, puisque deux de ses dissertations métaphysiques, publiées alors, sont datées de Bologne. Il mourut le 7 avril 1789, âgé de plus de 84 ans.

## Écrits

### En latin
- Ad disciplinam mechanicam, nauticam et geographicam Acroasis critica et historica, Parme, 1741, in-4°, en tête d’un recueil de 120 propositions ou thèses sur ces mêmes parties de la science, soutenues publiquement par un de ses disciples.
- De liquorum æquilibrio Acroasis, etc., Parme, 1742, in-4°, à la suite de quelques propositions sur l’hydrostatique, soutenues de même par un autre de ses disciples.
- De phialis vitreis ex minimi silicis casu dissilientibus Acroasis, experimentis et animadversionibus illustrata, Padoue , 1745, in-4°.
- De altitudine atmosphæræ æstimanda critica Disquisitio, Parme, 1745, in-4°.
- De gravitatis legibus Acroasis physico-mathematica, Parme, 1744, in-4°.
- De corporibus elasticis Disquisitio physico-mathematica, Parme, 1747, in-4°.
- De utriusque analyseos Usu in re physica, Parme, 1761, 2 vol. in-4°.
- Theoria cochleæ Archimedis, Parme , 1707, in-4°.
- De telluris viriditate Dissertatio, Udine, 1777.

### En italien
- i Fenomeni elettrici, con i corollarj da lor dedotti, etc., Parme, 1749, in-4°.
- Deux dissertations imprimées ensemble : della Riflessione de’ corpi dall’acqua, e della Diminuzione della mole de’ sassi ne’ torrenti e ne’ fiumi, Parme, 1753, in-4°.
- Deux autres, imprimées de même : dell’Azione del caso nelle invenzioni, e dell’Influsso degli astri ne’ corpi terrestri, Padoue, 1757, in-4°.
- Del Trono di Nettuno illustrato, Césène, 1766, petit ouvrage rempli d’érudition, qu’il fit à Ravenne, où il était allé se délasser de ses travaux. Parmi plusieurs antiquités curieuses, il y vit deux bas-reliefs en marbre de Paros, représentant Neptune sous la forme d’un monstre marin, assis sur un trône, et entouré, des deux côtés, de génies qui portaient les attributs de ce dieu. On n’avait point encore pu expliquer ce monument. Belgrado l’expliqua dans cette dissertation qu’il adressa à l’académie de cette ville.
- Della rapidità delle idee, Dissertazione, Modène, 1770.
- Della proporzione tra i talenti dell’uomo e i loro usi Dissertazione, Padoue, 1775.
- Della esistenza di Dio da’ teoremi geometrici dimostrata Dissertazione, Udine, 1777.
- Une seconde dissertation, où il tire de l’existence d’une seule espèce d’êtres raisonnables et libres une autre preuve de l’existence de Dieu, Udine, 1782.
- Une autre dissertation physique et mathématique, pour prouver que le soleil a besoin d’aliment, et que la mer est propre à lui en fournir, Ferrare, 1783.
- Une autre dissertation, remplie d’érudition et de vues nouvelles sur l’architecture égyptienne, Parme, 1786, in-fol.